# Nervio lingual
El nervio lingual es una rama del nervio mandibular, a su vez rama del nervio trigémino, que provee de inervación sensitiva a la lengua. Se encuentra ubicada en toda la mitad de la lengua

## Función
El nervio tiene fibras sensitivas somáticas que inervan la mucosa de la lengua, que son las que provienen del trigémino. Pero también lleva fibras del nervio facial, de la cuerda del tímpano, que reciben la información del gusto de los dos tercios anteriores de la lengua, así como fibras parasimpáticas y simpáticas

## Trayecto
El nervio parte detrás del músculo pterigoídeo lateral, medial y frente al nervio alveolar inferior.
El nervio cuerda del tímpano se une a medio camino, trayendo consigo las fibras del gusto y las parasimpáticas para el ganglio submandibular.
Pasa entre el músculo pterigoídeo medial y la rama de la mandíbula, y cruza oblicuamente hasta el lado de la lengua; sobre el músculo constrictor superior de la faringe y el estilogloso, y entre el hiogloso y la glándula submandibular. Finalmente va de lateral a medial e inferior, cruzando por debajo del conducto de la glándula submandibular, hasta la lengua, donde se transforma en el nervio sublingual, ubicado inmediatamente por debajo de la mucosa. 
- Datos: Q1817831